# Aprosictus
Aprosictus is een kevergeslacht uit de familie van de boktorren (Cerambycidae). De wetenschappelijke naam van het geslacht werd voor het eerst geldig gepubliceerd in 1866 door Pascoe.

## Soorten
Aprosictus omvat de volgende soorten:
- Aprosictus bilineatus Ritsema, 1881
- Aprosictus duivenbodei (Kaup, 1866)
- Aprosictus intricatus Blackburn, 1889
- Aprosictus truncatus Aurivillius, 1916